# Enyickei csata
Az enyickei csata (szlovákul Bitka pri Haniska) a bujdosók és az osztrák császári sereg közötti összecsapás a Kassa melletti Enyicke közelében, amely ez előbbi fél győzelmével ért véget. A csata tulajdonképpen csak a nyitány, hadászati szempontból nincs nagy jelentősége, viszont világosan rámutatott a felkelő erők hátrányaira, s a császáriak fölényére.

## Előzmények
A Wesselényi-összeesküvés és a felső-magyarországi fölkelés elfojtása után példátlan méretű megtorlásokat indított el a bécsi udvar, hogy a protestantizmust felszámolja, Magyarország önállóságát megszüntesse és megtöltse a kincstárat. A végváriakat elüldözték a várakból, helyettük fizetetlen császári katonákat vezényelt be a kormányzó Ampringen János Gáspár. Ezek a katonák módszeresen rabolták és pusztították nemcsak a magyar, hanem még a szlovák, román és ruszin vidékeket is, így e négy nemzet egységesen helyezkedett szembe a Habsburg Birodalommal. Az elnyomás miatt rengeteg végvári katona, paraszt, vagy protestáns prédikátor menekült a Partiumba és az erdélyi határhoz. Itt erdőségekben és hegyekben gyülekezve szervezkedni kezdtek, hogy a Wesselényi Ferenc és Zrínyi Péter által támasztott, de hamar elfojtott felkelést folytatni tudják. A protestáns prédikátorok tüzelték őket az udvar és a katolikusok ellen, s okvetlen bizalmat az Oszmán Birodalom felé ajánlottak. A felkelők vezetői, idősebb Petrőczy István, Kende Gábor, Szepessy Pál és Szuhay Mátyás erdélyi, francia és török segítséggel készültek egy Magyarország elleni támadásra.
1672. augusztus végén 800 bujdosó betört az országba, csatlakozott hozzájuk 500 török lovas is, akiket Hasszán váradi pasa küldött a segítségükre. Tömegével tértek soraikba hajdúk, végvári vitézek és parasztok is, így számuk több mint tízszeresére emelkedett.
Közben Teleki Mihály 700 lovas és 500 gyalogos élén szintén benyomult Magyarországra, de a szatmári osztrák csapatok leverték, míg a bujdosók Debrecenen túlra nyomultak, de nem sikerült egy várat sem megszerezniük, mint ahogy azt tervezték, ugyanis gyakorlatilag mindenütt császári csapatok állomásoztak.
Szeptember 13-án Abaújszina közelében két támadó oszlop egyesült (össz. 8000 ember), amely nem rendelkezett tüzérséggel. A császári sereg egyik szárnya, szintén két csoportban közeledett feléjük.

## A csata
A császári csapatok parancsnoka, Paris von Spankau nem számított komolyabb ellenállásra. Bizonyos Soyer alezredes vezetésével 300 osztrák dragonyos Enyicke felé vonult, ahol a bujdosók tábort ütöttek. Petrőczy és Szuhay tudomást szereztek az ellenség közeledtéről és 1200 lovassal vonultak Soyer ellen, viszont nem sejtették, hogy az alezredes mögött fél mérföldnyire von Spankau 2000 gyalogossal szintén Enyicke felé halad. A nyugati-típusú gyalogság nyilvánvaló abszolút fölényt képviselt a lovasokkal szemben.
Miután Petrőczy és Szuhay megbizonyosodott, hogy a főparancsnok is itt van, gyorsan erősítést kértek a táborból, addig ők lekaszabolták Soyer elővédjét. Az alezredes csapata maradékával a közeli várkastélyba menekült, ahonnét Petrőczy megpróbálta kiostromolni. Von Spankau nyomban Soyer segítségére sietett és megtámadta Petrőczyt. A bujdosók három órán át harcoltak a túlerővel szemben, s a két vezér is elszántan igyekezett harcra buzdítani katonáit. A fellelkesült lovasok ellentámadást vezettek a császáriak ellen, akiket sikerült visszanyomni. Von Spankau a tartalékok bevetésével ismét meghátrálásra késztette a lovasokat, de hamarosan megjött a Szőcs János vezette 1500 magyar és 500 török lovas. A több órás harcot az eleredő eső döntötte el. A kifáradt osztrákoknak beáztak a lőfegyverei, ezért von Spankau elrendelte a visszavonulást. A felkelők egészen Kassáig üldözték őket, ahová már csak egy ronccsá vert császári sereg vonult be.

## Következmények és a mérleg
Az enyickei győzelem után Abaúj, Gömör, Torna és Sáros vármegyék a bujdosók kezére jutottak. Októberben viszont Wolfgang von Cobb ellentámadást indított és a györkei ütközetben kiszorította Petrőczy és Szuhay erőit Felső-Magyarországról.
Az enyickei csata a 17. századi hadtörténelem szempontjából rendkívül érdekes és tanulságos epizód. Egyszerre volt találkozóharc, nyílt csata és ostrom is. A császári parancsnokok kezdetben úgy gondolták, csupán közemberekből álló csapattal lesz dolguk, viszont a bujdosó sereget döntően képzett várkatonák, hajdúk és törökök alkották, akik jól helytálltak a reguláris osztrák csapatoknak.
Ugyanakkor rámutatt a bujdosók gyengeségére. Noha a teljes haderő 15 000 katonából állt, ebből a harcmezőn csak 3200 ember vett részt és 5000-nél többet nem tudtak bevetni a felkelők. Ez tulajdonítható annak, hogy a központi irányítás szervezetlen volt és a fegyelem is bizonyos mértékig hiányzott ezekből a katonákból. Ezzel szemben a császáriak fegyelmezett egységekkel bírtak, képzett tisztikaruk volt, így gyorsabban tudtak hatékony stratégiát kidolgozni, amit viszonylag hamar keresztülvittek. Enyickét követően ősszel még kidolgozottabb, körültekintőbb támadást vezényelt a császári sereg, amivel kiűzte a bujdosókat Erdélybe. Teleki Mihály tehetségtelensége miatt a felkelők nem tudtak volna elérni tartósabb sikereket, viszont 1678-ban Thököly Imre állt a felkelők élére, így a bujdosók, későbbi nevükön kurucok megszilárdították hatalmukat Erdély és a Garam folyó közötti területen.